# Lotte Lehmann

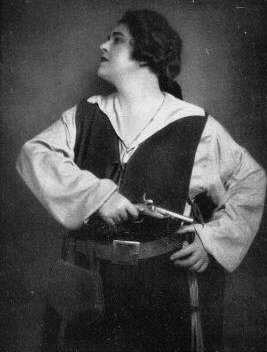
Como Leonora en Fidelio.

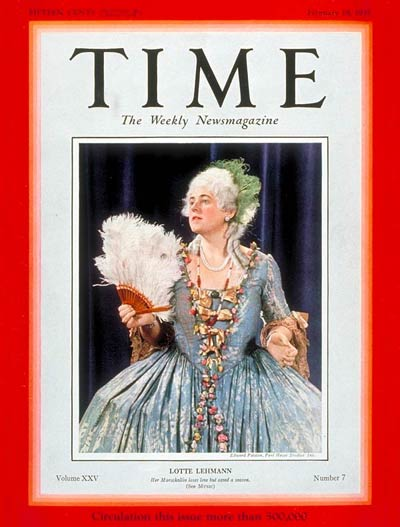
Portada de Time como La Mariscala de Der Rosenkavalier de R. Strauss.

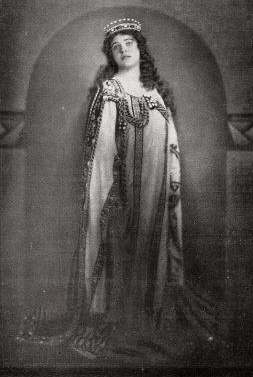
Como Elisabeth en Tannhäuser de Richard Wagner.

Lotte Lehmann (Perleberg, Brandeburgo, Alemania, 27 de febrero de 1888-Santa Bárbara, California, 26 de agosto de 1976) fue una soprano alemana, especialista en ópera y lied alemana. Lehmann es considerada una de las sopranos alemanas más destacadas de la primera mitad del siglo XX, y una de las cantantes dramáticas más notables de todos los tiempos. Entre sus interpretaciones más memorables destacan sus papeles en óperas de Strauss, Wagner, Beethoven, Puccini, Mozart y Massenet, especialmente el personaje de La Marschallin en El Caballero de la Rosa, de Strauss, Sieglinde en La Valquiria de Wagner, y el papel de Fidelio en la ópera con el mismo nombre. Además, durante su larga carrera, Lehmann participó en cerca de quinientas grabaciones de óperas y lied. 
Lehmann tuvo serias rivalidades con Maria Jeritza y Viorica Ursuleac, también importantes intérpretes straussianas.
Históricamente, al igual que Arturo Toscanini y Bruno Walter, Lehmann evitó relacionarse con la política nazi, a la que se opuso, y en 1937 emigró a Estados Unidos.
No está emparentada con la célebre prima donna alemana del siglo XIX, Lilli Lehmann.

## Biografía
Lehmann nació en Perleberg. Después de estudiar en Berlín con Mathilde Mallinger, debutó en la Ópera de Hamburgo en 1910 como un paje en la obra de Wagner Lohengrin. Lehmann aceptó muchos papeles secundarios durante sus primeros años, pero durante su tercer año como cantante profesional, Lehmann ya cantaba papeles tan importantes como Ágathe en El cazador furtivo de CM Weber, o Micaela en Carmen. Su gran éxito llegó ante la ausencia de la intérprete que debía interpretar Elsa en Lohengrin. Este hecho permitió a Lehmann demostrar su talento, gracias al apoyo del joven director asistente de la Ópera de Hamburgo en aquel momento, Otto Klemperer, que la ayudó a aprender el papel. A partir de entonces, Lehmann comenzó a cantar papeles más importantes, como Irene en Los cuentos de Hoffmann, Dorabella en Così fan tutte, y Gutrune en El ocaso de los dioses. En 1913, Hans Gregor, director de la Ópera de Viena, viajó a Hamburgo a escuchar a un tenor, pero al ver a Lehmann cantar el papel de Micaela, le ofreció un contrato.
Lehmann comenzó su carrera vienesa con una aparición de prueba en 1914 como Eva en Los Maestros Cantores de Nuremberg en la Ópera Imperial de Viena (la posterior Ópera Estatal de Viena), a la que se incorporó en 1916. Rápidamente se convirtió en una de las estrellas más brillantes de la compañía con sus papeles wagnerianos. 
En Viena, Lehmann protagonizó varias óperas de Strauss: Ariadne auf Naxos (1916), Die Frau ohne Schatten (1919), Intermezzo, (1924), y Arabella (1933) así como los estrenos vieneses de varias óperas de Puccini incluyendo los papeles principales de Tosca, Manon Lescaut, Madama Butterfly, Suor Angelica, Turandot, y Mimi in La bohème. En sus 21 años en la compañía, Lehmann cantó más de cincuenta papeles diferentes, entre ellos Marie/Marietta en Die tote Stadt de Korngold, los papeles principales en La Juive de Fromental Halévy, Mignon de Ambroise Thomas y Manon de Jules Massenet, Charlotte en Werther, Marguerite en Fausto, Tatiana en Eugene Onegin y Lisa en La dama de espadas.
Lehmann debutó en Londres en 1914, y desde 1924 hasta 1938, cantó regularmente en la Royal Opera House, Covent Garden, donde además de sus papeles más conocidos, como los personajes en óperas de Wagner, o el Marschallin, también cantó Desdemona en Otello y Donna Elvira en Don Giovanni. También apareció con regularidad en el Festival de Salzburgo (1926-1937), actuando con Arturo Toscanini, entre otros directores, y dio recitales acompañada al piano por el director Bruno Walter.
En 1930, Lehmann debutó en Estados Unidos, en Chicago como Sieglinde en la ópera de Wagner La Valquiria. Otros papeles wagnerianos de Lehmann fueron Eva en Los maestros cantores de Núremberg, Elsa en Lohengrin, y Elisabeth en Tannhäuser; era famosa también por su interpretación de Leonora en la ópera de Beethoven Fidelio.
Justo antes de que Alemania se anexionase Austria en 1938, (Anschluss) Lehmann emigró a los Estados Unidos, donde cantó en la Ópera de San Francisco, y en la Metropolitan Opera entre 1934 y 1945. 
Además de su trabajo escénico, Lehmann fue una renombrada cantante de lied, y continuó dando recitales hasta su retiro de los escenarios. En los años treinta, Lehmann grabó y llevó a cabo diferentes giras con el pianista Ernő Balogh. A partir de su primera gira de recitales por Australia en 1937, Lehmann trabajó en estrecha colaboración con el acompañante Paul Ulanowsky, quien siguió siendo su pianista acompañante principal en conciertos y clases magistrales hasta su jubilación catorce años más tarde.
También hizo una incursión como actriz de cine, interpretando a la madre de Danny Thomas en Big City (1948) de MGM, que también protagonizó Robert Preston, George Murphy, Margaret O'Brien y Betty Garrett.
Después de retirarse de los escenarios en 1951, Lehmann impartió clases magistrales en Santa Bárbara, California, en la Academia de Música del Oeste, que ayudó a fundar, entre sus alumnas se contaron Jeannine Altmeyer, Judith Beckmann, Grace Bumbry, William Cochran, Marilyn Horne, Mildred Miller, Norman Mittelman, Carol Neblett, William Olvis, y Benita Valente. También dio clases magistrales en Chicago, Londres, Viena, etc. Por su contribución a la industria de la grabación, Lehmann obtuvo una estrella en el Paseo de la Fama de Hollywood en el 1735 de Hollywood Blvd. Sin embargo, su primer nombre fue escrito incorrectamente como "Lottie".
Además de su trabajo como cantante, Lehmann fue una escritora prolífica: publicó un libro de poemas, una novela, unas memorias, un libro sobre la interpretación de canciones, y un libro sobre la interpretación de papeles operísticos, entre otros. Así mismo, especialmente durante su jubilación, Lehmann también se dedicó a la pintura. Sus obras incluyen una serie de veinticuatro ilustraciones al temple para cada canción de Winterreise de Schubert.
Lehmann murió en 1976, a los ochenta y ocho años de edad, en Santa Bárbara (California). Fue enterrada en el Zentralfriedhof de Viena, Austria.

## Vida personal
En 1926, Lehmann se casó con Otto Krause, un ex oficial del ejército austríaco. No tuvieron hijos. Krause, que murió de tuberculosis en 1939, tenía cuatro hijos de un matrimonio anterior. Lehmann nunca se volvió a casar. 
Tras la muerte de Krause y hasta su propia muerte en 1976, Lehmann compartió casa con Frances Holden (1899-1996), una psicóloga especializada en el estudio del genio, en particular el de los músicos clásicos. Las dos mujeres bautizaron su casa de Santa Bárbara con el nombre "Orplid", en honor a la isla de ensueño descrita en la canción de Hugo Wolf "Gesang Weylas".

## Legado
- El Lotte Lehmann Concert Hall en el campus de la Universidad de California, Santa Bárbara recibió este nombre en su honor.

- La colección Lotte Lehmann de las Colecciones Especiales de la Biblioteca de UCSB contiene grabaciones, artículos, fotografías, etc.
- La colección de manuscritos, fotografías y grabaciones denominada “Colección Gary Hickling sobre Lotte Lehmann” se encuentra en el Archive of Recorded Sound de Stanford, en la Universidad de Stanford.
- La mayor parte de las grabaciones privadas de Lehmann se conservan en los archivos de sonido Marr de la biblioteca Miller Nichols de la Universidad de Missouri-Kansas City.
- La amiga de Lehmann, Hertha Schuch, cedió su gran colección (ahora en 18 cajas) de grabaciones, correspondencia, fotografías, etc. de Lehmann al Museo Austriaco del Teatro de Viena.
- En su ciudad natal, Perleberg, se fundó en 2009 la Lotte Lehmann Akademie que lleva su nombre. Un programa de verano para jóvenes cantantes de ópera que deseen especializarse en el repertorio alemán. El cuerpo docente de la academia incluye a Karan Armstrong y Thomas Moser, ambos antiguos alumnos de Lehmann.
- La Fundación Lotte Lehmann fue fundada en 1995 con el objetivo de preservar y perpetuar el legado de la cantante, así como lograr su sueño de llevar el arte del canto de Lieder a las vidas de la mayor cantidad de gente posible. Mientras que la fundación Lotte Lehmann ha interrumpido sus servicios, la Lotte Lehmann League tiene sus grabaciones, clases magistrales, fotos e historia.

## Honores
- Lehmann recibió el título de Kammersängerin en 1926 (y fue la primera cantante en recibir esa designación desde el colapso de la monarquía).
- Lehmann fue nombrada miembro honorario de la Ópera Estatal de Viena en 1928.
- El rey de Suecia le confirió la medalla de oro Literis et Artibus tras una representación de Fidelio en febrero de 1929.
- Francia le otorgó la Legión de Honor en 1931.
- Lehmann obtuvo el Anillo de Dedicación de la Ciudad de Viena en 1962.
- Lehmann recibió de Alemania la Gran Cruz de Servicio Alemana en 1964.
- Salzburgo entregó a Lehmann la Gran Medalla de Plata de la Ciudad de Salzburgo en 1969.
- Desde 1996, una calle del distrito 22 de Viena lleva su nombre.

## Libros
- Anfang und Aufstieg. Lebenserinnerungen. Reichner Verlag, Wien, 1937.

- Midway In My Song. Autobiography. Greenwood Press, Westport, Conn. 1970.

- More Than Singing. The Interpretation of Songs. Boose & Hawkes, London, 1945.

- My Many Lives. Boose & Hawkes, New York, 1948.

- Orplid, mein Land. Roman Reichner Verlag, Wien, 1937.

- Singing With Richard Strauss. Hamilton Books, London, 1964.

- Verse In Prosa. Verlag Hugo Heller-Bukum-A.G., Wien, 1923.

## Grabaciones
- Great Recordings of the Century: EMI: CDH 7610422: Lotte Lehmann: Operatic Arias
- Great Opera Recordings: NAXOS: 8.110250-51: Die Walküre: Acts I & II
- Immortal Performances: NAXOS: 8.110034-36: Der Rosenkavalier (live 1939)
- Great Opera Recordings: NAXOS: 8.110191-92: Der Rosenkavalier (1933)
- Great Singers: NAXOS: 8.11244: Lotte Lehmann: Lieder Recordings, Vol. 3
- Masterworks Portrait: Sony Music: MPK 47682: Lotte Lehmann: Songs from Vienna
- Masterworks Portrait: CBS: MPK 44840: Lotte Lehmann/Bruno Walter: Schumann: Frauenliebe und -Leben, Dichterliebe

## Biografías
- Beaumont Glass: Lotte Lehmann. A life in opera and song. Capra Press, Santa Barbara, Calif. 1988, ISBN 0-88496-277-6.

- Alan Jefferson, Lotte Lehmann, 1888–1976: A Centenary Biography (London : J. MacRae Books, 1988); Version Alemana: Lotte Lehmann: Eine Biographie (1991)

- Michael H. Kater: Never sang for Hitler. The life and times of Lotte Lehmann, 1888-1976. Cambridge University Press, Cambridge 2008, ISBN 978-0-521-87392-5.
- Kathy H. Brown, "Lotte Lehmann in America: Her Legacy as Artist Teacher" (Missoula, Montana: The College Music Society, 2012)

- Gary Hickling: "Lotte Lehmann & Her Legacy Volume I-IX” [Apple iBook], 2015-2021